# ضرر جسم غريب

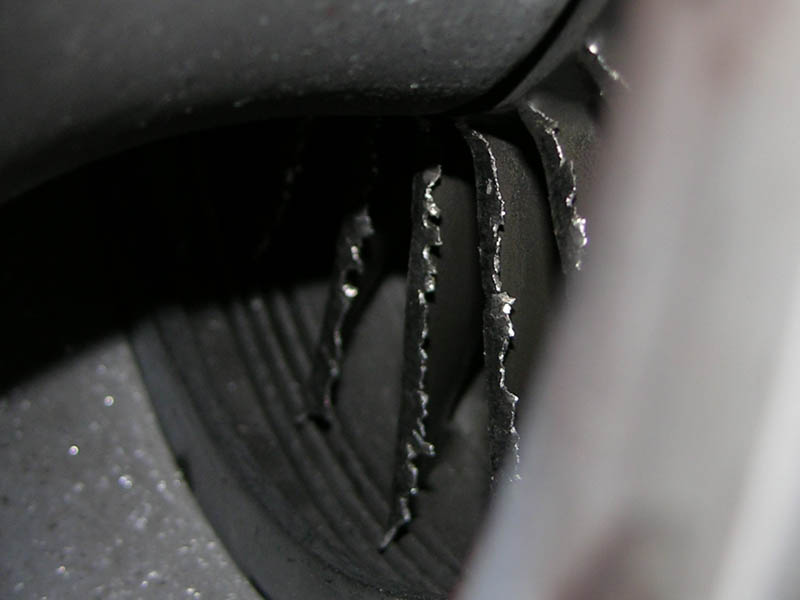
تلف جسم غريب لشفرات الضاغط لمحرك العمود التوربيني هانيويلLTS101 على هليكوبتر بيل 222، بسبب برغي صغير والذي يمر عبر حاجز المدخل الواقي

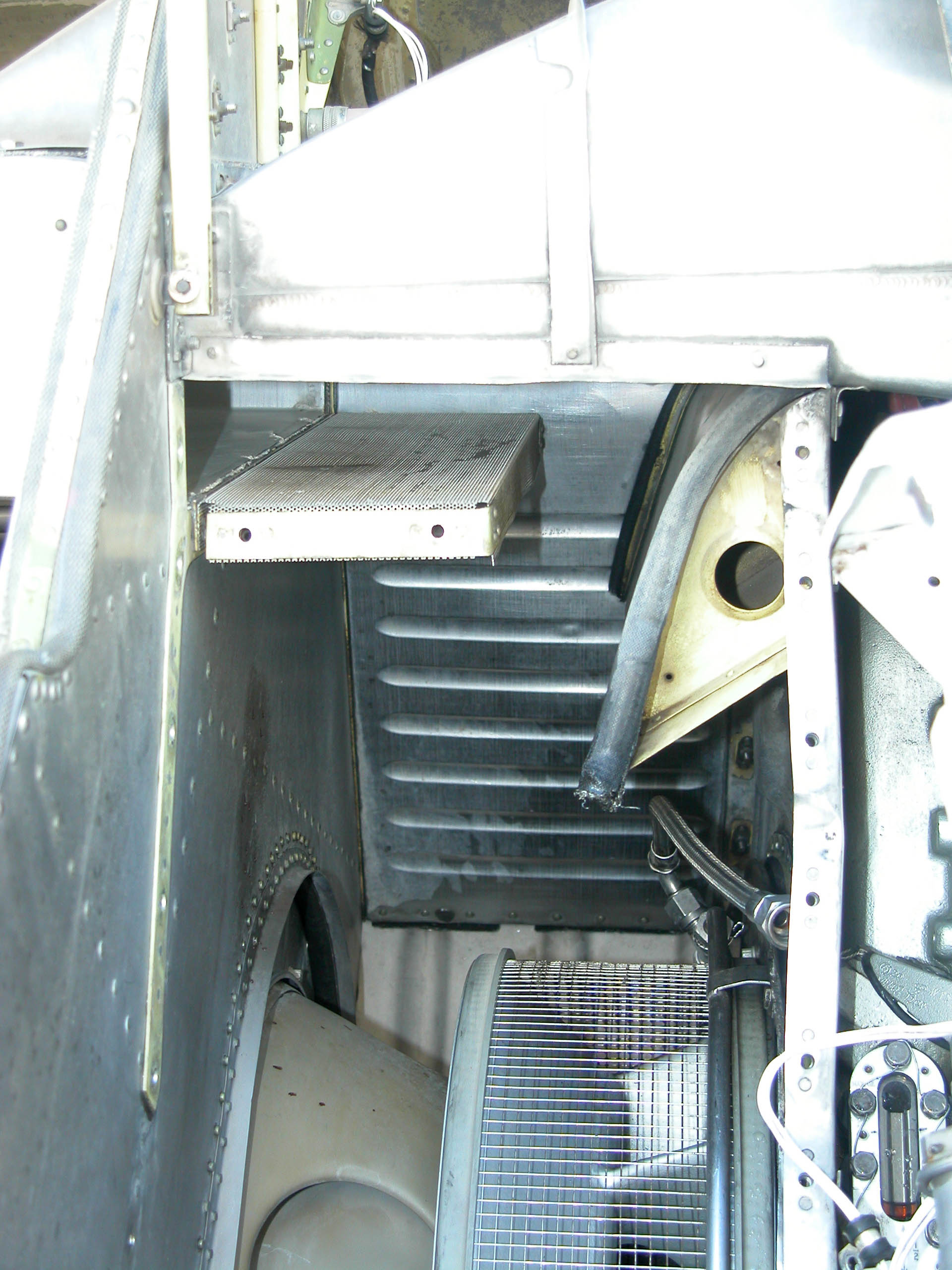
نظام انحراف "فود" (FOD) على (PT6T) مثبت على بيل 412. يدخل الهواء من أعلى اليمين، ويتبع الهواء النقي المنحدر المنحني نزولاً إلى مدخل الضاغط (مغطى أيضًا بحاجز). أي حطام يتم امتصاصه سيكون لديه زخم كافٍ بحيث لا يحدث مثل هذا الانحناء الحاد، وسوف يصطدم بالحاجز في أعلى اليسار، وسيتم تنفيذه إلى اليسار، وينفخ من الأعلى.

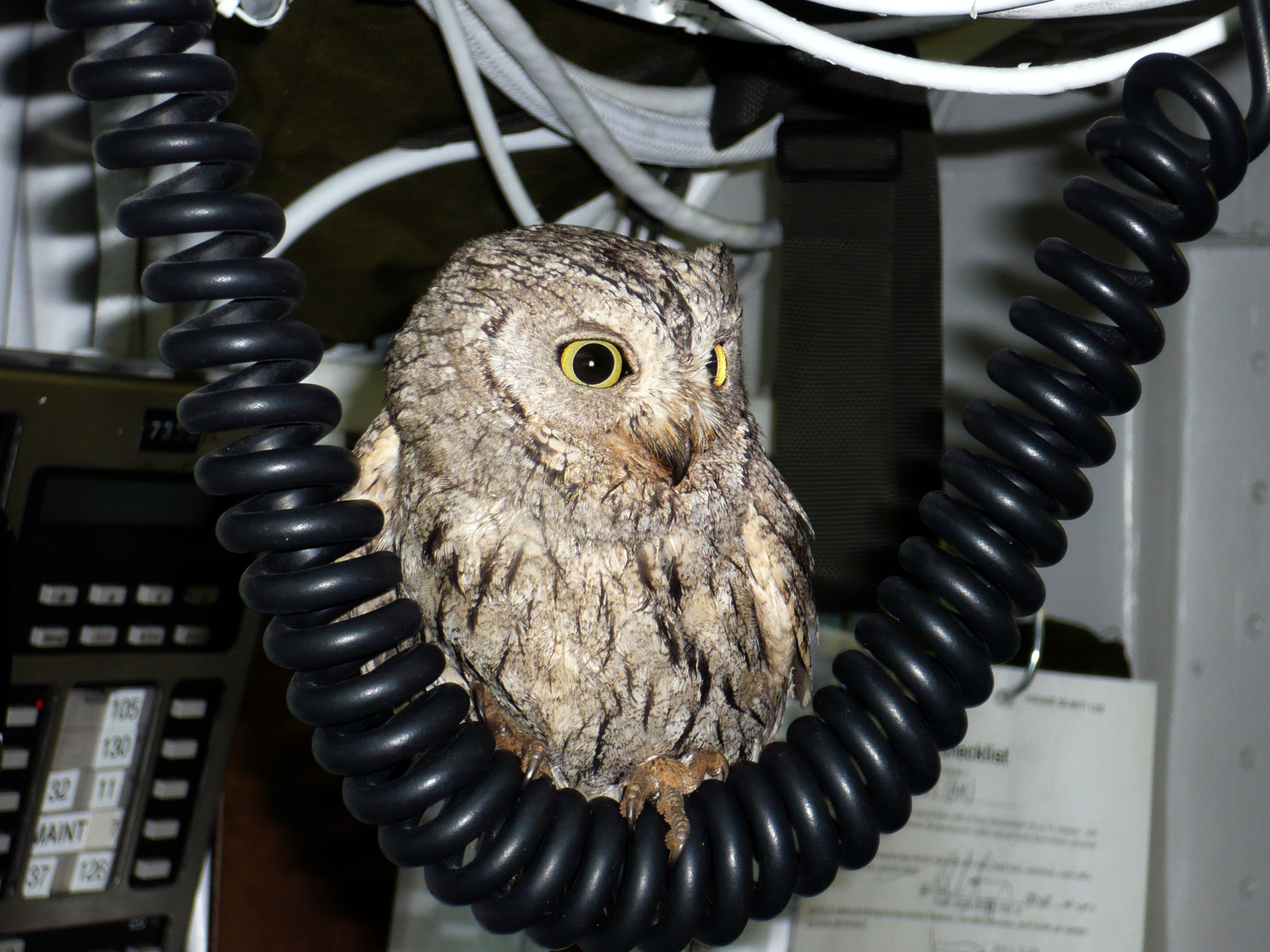
تم العثور على حطام جسم غريب محتمل (في هذه الحالة، بومة سكوبس) في بئر العجلة لطائرة هورنت F / A-18 على حاملة طائرات أمريكية

في مجال الطيران والفضاء، ضرر جسم غريب أو تلف الأجسام الغريبة (foreign object damage) أو ببساطة «فود» (FOD)، هو أي جسيم أو مادة، غريبة لا ينتمي أو يخص طائرة أو نظام، ويمكن أن يسبب ضررًا محتملًا.
تتضمن مخاطر «فود» (FOD) الخارجية ارتطام الطيور أو البرد أو الجليد أو العواصف الرملية أو سحب الرماد أو الأجسام المتروكة على المدرج. تتضمن مخاطر ضرر الأجسام الغريبة (FOD) الداخلية العناصر المتبقية في قمرة القيادة والتي تتداخل مع سلامة الطيران من خلال التشابك في كبلات التحكم أو انحشار الأجزاء المتحركة أو التوصيلات الكهربائية القصيرة.
يستخدم مصطلح «فود» (FOD) لوصف الأجسام الغريبة نفسها وأي ضرر يُنسب إليها.

## تصميم المحرك النفاث وضرر الأجسام الغريبة
يمكن أن تتعرض المحركات النفاثة الحديثة لأضرار جسيمة حتى من الأجسام الصغيرة التي يتم امتصاصها في المحرك. تتطلب إدارة الطيران الفيدرالية (FAA) أن تمر جميع أنواع المحركات باختبار يتضمن إطلاق دجاجة طازجة (ميتة، ولكنها غير مجمدة) من مدفع صغير إلى محرك نفاث يعمل. لا يجب أن يظل المحرك يعمل بعد الاختبار، ولكن يجب ألا يتسبب في أضرار جسيمة لبقية الطائرة. وبالتالي، إذا تسببت ضربة الطائر في «نزع شفرة» (تتكسر بطريقة تطير فيها الأجزاء بسرعة عالية)، فإن حدوث ذلك لا يجب أن يتسبب في فقدان الطائرة.

## تصميم محرك وهيكل الطائرة لتجنب ضرر الأجسام الغريبة
بعض الطائرات العسكرية لديها تصميم فريد لمنع ضرر الأجسام الغريبة (FOD) من إتلاف المحرك. تضمن التصميم انحناءًا على شكل حرف "S" في تدفق الهواء، بحيث يدخل الهواء إلى المدخل، وينحني للخلف باتجاه مقدمة الطائرة، وينحني للخلف مرة أخرى باتجاه الخلف قبل دخول المحرك. في الجزء الخلفي من المنعطف الأول، تم إغلاق الباب بزنبرك قوي. أي جسم غريب طار في المدخول طار إلى الداخل، ويصطدم بالباب، ليفتحه، ويطير بعيداً، ثم يخرج من الطائرة. وبالتالي، يمكن فقط للأجسام الصغيرة التي يجتاحها الهواء دخول المحرك. لقد منع هذا التصميم بالفعل مشاكل ضرر الأجسام الغريبة (FOD)، لكن الانقباض والسحب الناجم عن انحناء تدفق الهواء قلل من قوة المحرك الفعالة، وبالتالي لم يتكرر التصميم.
يتم استخدام نهج مماثل في العديد من طائرات الهليكوبتر التي تعمل بعمود توربيني، مثل ميل-24، التي تستخدم مدخل «دوامة» أو «طرد مركزي»، حيث يُجبر الهواء على التدفق عبر مسار حلزوني قبل دخول المحرك؛ يتم دفع الغبار الثقيل والشوائب الآخر إلى الخارج، حيث يتم فصله عن تدفق الهواء قبل دخوله إلى مدخل المحرك.
تتميز المقاتلات الروسية ميكويان ميغ-29 وسوخوي سو-27 بتصميم مدخل خاص لمنع ابتلاع «فود» (FOD) أثناء الإقلاع من المطارات الرديئة. يمكن إغلاق مداخل الهواء الرئيسية بأبواب شبكية ومداخل خاصة في الجزء العلوي من المآخذ تفتح مؤقتًا. سيسمح هذا بتدفق هواء كافٍ إلى المحرك للإقلاع ولكنه يقلل من فرص امتصاص المحرك للأشياء من الأرض.
تصميم آخر مثير للاهتمام لتقليل مخاطر ضرر الأجسام الغريبة (FOD) هو أنتونوف أن-74 الذي يتميز بموقع محركات مرتفع للغاية.
عرضت شركة بوينغ مجموعة أدوات مدرج الحصى لأوائل طائرات 737 التي تسمح باستخدام الطائرة من مدارج غير محسّنة ومحصاة، على الرغم من وجود محركات منخفضة للغاية. تضمنت هذه المجموعة عاكسات من الحصى على معدات الهبوط؛ أضواء قابلة للطي في الجزء السفلي من الطائرة؛ والحواجز التي تمنع الحصى، الذي كان من شأنه أن يدخل جسور العجلات المفتوحة عند تمديد الترس، من الاصطدام بالمكونات الحيوية. تضمنت المجموعة أيضًا مبددات دوامة، وهي أجهزة تقلل من تدفق الهواء إلى المحرك من الأسفل لتقليل احتمالية ابتلاع الحصى.
يبحث مهندسو إيرباص عن نهج جديد لتقليل ضرر الأجسام الغريبة (FOD). من خلال تطوير، بالاشتراك مع شركة صناعات الفضاء الإسرائيلية، لتاكسي بوت (Taxibot)، جرار يتحكم فيه الطيار، بغرض الاستغناء عن استخدام الطائرات محركاتها النفاثة أثناء تدريج الطائرة (التاكسي)، وبالتالي لن تكون عرضة لضرر الأجسام الغريبة في ممرات.

## أمثلة على تلفضرر الأجسام الغريبة

### تعقب إطارات المركبة
غالبًا ما تكون الشوائب محاصرة في مداس إطارات المركبات القادمة إلى المطار. يمكن أن تشمل أنواع الشوائب المحاصرة في إطار المركبة الصخور والطين والأحجار والأجهزة المفكوكة (البراغي والفلاكات والمسامير وما إلى ذلك) والعديد من أشكال المواد الصغيرة الأخرى. يمكن أن تكون هذه ناتجة شاحنات الوقود ومركبات الطاقم والصيانة والعديد من المركبات الأخرى التي تجلب وتترك الشوائب عن غير قصد حول خط الطيران. هذه الأنواع من ضرر الأجسام الغريبة (FOD) يصعب تتبعها وإدارتها بمجرد دخولها لساحات المطار. يمكن بعد ذلك بسهولة التقاط الشوائب عن طريق مدخل المحرك النفاث، وعصف المحركات المروحية والدوارة، والتيارات الهوائية. يمكن أن تؤدي هذه المواد، بمجرد فقدها حول الطائرات المشغلة، إلى مخاوف خطيرة تتعلق بالسلامة بما في ذلك إصابة الأفراد وتلف المعدات والممتلكات.

### شوائب المدرج
كان سبب تحطم طائرة كونكورد، رحلة الخطوط الجوية الفرنسية 4590، في مطار شارل ديغول بالقرب من باريس في 25 يوليو 2000، بسبب ضرر الأجسام الغريبة (FOD)؛ في تلك الحادثة، قطعة من حطام التيتانيوم على المدرج والتي كانت جزءًا من انعكاس الدفع الذي سقط من طائرة ماكدونيل دوغلاس دي سي -10 تابعة لخطوط كونتيننتال إيرلاينز أثناء الإقلاع قبل حوالي أربع دقائق. قُتل جميع الركاب المائة والطاقم المكون من تسعة أفراد كانوا كانوا على متن الطائرة، بالإضافة إلى أربعة أشخاص على الأرض.
كانت طائرة  ليرجيت 35A، رقم التسجيل (N527PA)، تقلع من مطار نيوبورت نيوز / مطار ويليامزبيرغ الدولي في فرجينيا في 26 مارس 2007، عندما سمع الطاقم صوت «فرقعة» عالي. حاول الطاقم، إحباط الإقلاع، السيطرة على «التذييل» ("fishtailing") وتفعيل مظلة الكبح. لم تنجح المظلة وخرجت طائرة ليرجيت عن المدرج وانفجرت إطاراتها. أفاد موظفو المطار أنهم شاهدوا صخورًا وقطعًا من المعدن على المدرج بعد الحادث. قال المجلس الوطني لسلامة النقل إن الحادث نتج عن «فود» (FOD) على المدرج. ساهم فشل المظلة الكائنة في وقوع الحادث.

### الرماد البركاني
في 24 يونيو 1982، حلقت رحلة الخطوط الجوية البريطانية رقم 9 في طريقها إلى بيرث، أستراليا، في سحابة رماد بركاني فوق المحيط الهندي. عانت الطائرة وهي من طراز بوينغ 747-200بي من مشاكل (surges) في جميع المحركات الأربعة حتى توقفت جميعها. تمكن الركاب وطاقم العمل من رؤية ظاهرة تعرف باسم حريق سانت إلمو حول الطائرة. غاصت الرحلة 9 إلى أسفل حتى خرجت من سحابة الرماد البركاني، مما سمح بتنظيف المحركات من الرماد المحمول جواً، والتي أعيد تشغيلها بعد ذلك. تأثر الزجاج الأمامي لقمرة القيادة بشدة بجزيئات الرماد لكن الطائرة هبطت بسلام.
في 15 ديسمبر 1989، حلقت طائرة كيه إل إم الرحلة 867، في طريقها إلى مطار ناريتا الدولي، عبر سحابة كثيفة من الرماد البركاني من جبل ريدوبت، والذي كان قد ثار في اليوم السابق. اشتعلت النيران في المحركات الأربعة لطائرة بوينغ 747-400. بعد نزول أكثر من 14000 قدم، أعاد الطاقم تشغيل المحركات وهبطت بأمان في مطار أنكوراج الدولي.

### عنصر تم التخلص منه جوا
حدثت حالة غير عادية من ضرر الأجسام الغريبة (FOD) في 28 سبتمبر 1981 فوق خليج تشيسابيك. أثناء اختبار الطيران لطائرة إف/إيه-18 هورنت، كان مركز اختبار الطيران البحري التابع للبحرية الأمريكية يستخدم طائرة دوغلاس تي إيه-4جيه سكاي هوك كطائرة مطاردة لتصوير اختبار تخلص من رف القنابل من هورنت. ضرب رف القنابل الجناح الأيمن من سكاي هوك، مما أدى إلى قص نصف الجناح تقريبًا. اشتعلت النيران في سكاي هوك في غضون ثوان من اصطدامها؛ طرد الطاقم المكون من شخصين من على متن الطائرة.

### ضربات الطيور
في 20 نوفمبر 1975، حلقت طائرة هوكر سيدلي HS.125، كانت قد أقلعت من مطار دونزفولد، بعد أن أرتفعت عن المدرج مباشرة، واجهت سرب من طيور أبو طيط ذو العرف، وفقدت الطاقة في كلا المحركين. هبط الطاقم بالطائرة مرة أخرى على المدرج لكنها تجاوزت النهاية وعبرت طريقًا. ضربت الطائرة سيارة على الطريق، مما أسفر عن مقتل ستة من ركابها. على الرغم من تدمير الطائرة في النيران التي أعقبت ذلك، إلا أن الركاب الطائرة التسعة نجوا من الحادث.
في 17 نوفمبر 1980، تحطمت طائرة هوكر سيدلي نمرود من سلاح الجو الملكي بعد وقت قصير من إقلاعها من محطة سلاح الجو الملكي البريطاني كينلوس. حلقت خلال سرب من الأوز الكندي، مما تسبب في فشل ثلاثة من محركاتها الأربعة. قُتل الطيار ومساعده. تم منح الطيار بعد وفاته وسام الصليب الجوي لأعماله في الحفاظ على السيطرة على الطائرة وإنقاذ حياة الطاقم البالغ عددهم 18. تم العثور على بقايا 77 طائرًا على المدرج أو بالقرب منه.
في 15 يناير 2009، طارت رحلة الخطوط الجوية الأمريكية رقم 1549 من خلال سرب من الأوز الكندي وعانت من عطل في المحركين. الطيار حط بالطائرة على الماء في نهر هدسون، وأنقذ حياة جميع من كانوا على متنها.

## الحياة البرية والأراضي الرطبة بالقرب من المطارات
تحدث مشاكل كبيرة في المطارات حيث كانت أو أصبحت مناطق لتعشيش الطيور. في حين أن الأسوار يمكن أن تمنع الموظ أو الغزلان من التجول على المدرج، فإن السيطرة على الطيور أكثر صعوبة. غالبًا ما تستخدم المطارات نوعًا من دُمى تخويف الطيور تعمل على غاز البروبان لإحداث ضوضاء عالية بما يكفي لإخافة أي طيور قد تكون في الجوار. يستخدم مديرو المطارات أي وسيلة متاحة (بما في ذلك الصقور المدربة بالإضافة إلى الطائرات بدون طيار الشبيهة بالصقور ذات الأجنحة المرفرفة) لتقليل أعداد الطيور. حل آخر قيد التحقيق هو استخدام العشب الصناعي بالقرب من المدارج، لأنه لا يوفر الطعام أو المأوى أو الماء للحياة البرية.

### المؤتمرات
في الولايات المتحدة، كان التجمع الأبرز لخبراء ضرر الأجسام الغريبة (FOD) هو المؤتمر الوطني السنوي لمنع ضرر الأجسام الغريبة (FOD) في الفضاء الجوي. يتم استضافتها في مدينة مختلفة كل عام من قبل (National Aerospace FOD Prevention، Inc.) أختصاراً (NAFPI)، وهي جمعية غير ربحية تركز على التثقيف والتوعية والوقاية من «فود» (FOD). معلومات المؤتمر، بما في ذلك العروض التقديمية من المؤتمرات السابقة، متاحة على موقع ويب (NAFPI). ومع ذلك، فقد تعرضت (NAFPI) لبعض الانتقادات لأنها تركز على التحكم في الأدوات وعمليات التصنيع، وقد تقدم أعضاء آخرون في الصناعة إلى الأمام لملء الفجوات. استضافت (BAA) المؤتمر العالمي الأول بقيادة المطارات حول هذا الموضوع في نوفمبر 2010.

## تقنيات الكشف ومنع ضرر الأجسام الغريبة
هناك بعض الجدل حول أنظمة الكشف عن ضرر الأجسام الغريبة (FOD) حيث يمكن أن تكون التكاليف مرتفعة ومجال المسؤولية غير واضح. ومع ذلك، يدعي أحد المطارات أن نظام الكشف عن ضرر الأجسام الغريبة (FOD) الخاص به ربما يكون قد سدد تكاليفه في حادثة واحدة حيث تم تنبيه الأفراد إلى وجود كابل فولاذي على المدرج، قبل تعريض طائرة واحدة للخطر. قامت إدارة الطيران الفيدرالية (FAA) بالتحقيق في تقنيات الكشف عن ضرر الأجسام الغريبة (FOD)، ووضعت معايير للفئات التالية:
- رادار.
- الكهروضوئية (صور النطاق المرئي (CCTV القياسية) وكاميرات الإضاءة المنخفضة).
- هجين
- تتفاعل على المعدن
- حصائر FODS مُصنعة - لمنع التعقب والتحكم في التتبع في مطار Chennault International FODS Mats

## تحسينات تفاوت الضرر
يمكن تقليل الآثار السلبية من ضرر الأجسام الغريبة (FOD) أو القضاء عليها تمامًا عن طريق إدخال ضغوط بقايا الرواسب المضغوطة في مناطق الإجهاد الحرجة في الجزء أثناء عملية التصنيع. يتم إحداث هذه الضغوط المفيدة في الجزء من خلال العمل البارد للجزء مع عمليات التثبيط: الثقب بالرصاص، أو الثقب بالليزر. كلما كان الضغط المتبقي أعمق كلما زادت أهمية عمر الإجهاد وتحسين تحمل الضرر. عادةً ما يؤدي ثقب اللقطة إلى إجهاد ضاغط على عمق بضعة أجزاء من الألف من البوصة، وعادةً ما يضفي الثقب بالليزر ضغوطًا مضغوطة متبقية بعمق يتراوح من 0.040 إلى 0.100 بوصة. الضغوط الانضغاطية التي يسببها الليزر هي أيضًا أكثر مقاومة للتعرض للحرارة.

## تقنيات ومعلومات ومواد تدريبية تساعد في منع ضرر الأجسام الغريبة
- أنظمة التحكم بأدوات الفضاء
- كتيبات برنامج الوقاية من ضرر الأجسام الغريبة (FOD)
- قضبان مغناطيسية
- المواد الترويجية والتوعوية
- التحكم في الأدوات والأجزاء / الاسترجاع
- مكنسة الاحتكاك الخلفي [15][بحاجة لمصدر أفضل]
- مكانس خلفى
- مواد تدريبية
- المكانس شاحنة فراغ
- المكانس الخلفية
- حصائر منع ضرر الأجسام الغريبة (FOD) [16][بحاجة لمصدر أفضل]

## الأثر الاقتصادي
على الصعيد الدولي، يكلف ضرر الأجسام الغريبة (FOD) صناعة الطيران 13 مليار دولار أمريكي سنويًا في التكاليف المباشرة بالإضافة إلى التكاليف غير المباشرة. التكاليف غير المباشرة تصل إلى عشرة أضعاف قيمة التكلفة المباشرة، والتي تمثل تأخير الرحلات وتغييرات الطائرات وتكاليف الوقود المتكبدة والصيانة غير المجدولة وما شابه. ويسبب أضرارًا باهظة الثمن وكبيرة للطائرات وأجزائها ويؤدي إلى وفاة وإصابة العمال والطيارين والركاب.
تشير التقديرات إلى أن ضرر الأجسام الغريبة (FOD) يكلف شركات الطيران الرئيسية في الولايات المتحدة 26 دولارًا لكل رحلة في إصلاح الطائرات، بالإضافة إلى 312 دولارًا في التكاليف غير المباشرة الإضافية مثل تأخير الرحلات وتغييرات الطائرة وعدم كفاءة الوقود.
«هناك تكاليف أخرى ليس من السهل حسابها ولكنها مزعجة بنفس القدر»، وفقًا لقائد جناح القوات الجوية الملكية البريطانية وباحث FOD ريتشارد فريند. «من حوادث مثل كونكورد رحلة الخطوط الجوية الفرنسية رقم 4590، هناك خسائر في الأرواح ومعاناة وتأثير على عائلات أولئك الذين لقوا حتفهم، والشك في سوء التصرف والذنب واللوم الذي قد يستمر مدى الحياة. هذا العذاب المروع لا يحصى ولكن لا ينبغي نسيانه أبدًا. إذا وضع الجميع هذا في الاعتبار، فسنظل يقظين ونمنع إلى الأبد حطام الأجسام الغريبة من التسبب في مشكلة. في الواقع، تتحد العديد من العوامل لتسبب سلسلة من الأحداث التي يمكن أن تؤدي إلى الفشل».

## دراسات
كانت هناك دراستان مفصلتان فقط عن التكلفة الاقتصادية لضرر الأجسام الغريبة لعمليات الطيران المدني. الأول كان بقلم براد باتشل من شركة بوينغ، الذي نشر قيمة قدرها 4 مليارات دولار أمريكي سنويًا. كانت هذه القيمة التنازلية لعدة سنوات هي الرقم القياسي في الصناعة لتكلفة ضرر الأجسام الغريبة (FOD). العمل الثاني (2007) كان من قبل إيان ماكريري من شركة الاستشارات (Insight SRI Ltd). قدم هذا التقرير الأكثر تفصيلاً أول قطع لتكلفة ضرر الأجسام الغريبة (FOD)، بناءً على تحليل تصاعدي لسجلات سجل صيانة شركات الطيران. هنا، تم تقسيم البيانات إلى التكاليف المباشرة لكل رحلة والتكاليف غير المباشرة لكل رحلة لأكبر 300 مطار عالمي، مع حواشي مفصلة حول البيانات الداعمة. كان بحث (Insight SRI) مرجعًا قياسيًا للفترة 2007-2009 حيث كان المصدر الوحيد الذي يعرض التكاليف، وبالتالي تم الاستشهاد به من قبل المنظمين والمطارات ومقدمي التكنولوجيا على حد سواء.
ومع ذلك، في حين أن ورقة (Insight SRI) لعام 2007 تظل أفضل مصدر عام مجاني للبيانات، فإن التحليل الجديد (2010) من (Insight SRI) يقدم أرقامًا جديدة. يقول مؤلف التقرير الجديد (ليس مجانيًا): «يُحذر القراء من الاعتماد على الأرقام الواردة في ورقة (2007-08 Insight SRI) أو الرجوع إليها في المستقبل،» التكلفة الاقتصادية لضرر الأجسام الغريبة على شركات الطيران«(The Economic Cost of FOD to Airlines). كان هذا الجهد السابق هو» المستند«الأول الذي يوضح بالتفصيل التكلفة المباشرة وغير المباشرة لضرر الأجسام الغريبة (FOD) التي تستند إلى بيانات صيانة الخطوط الجوية (كان المستند بأكمله عبارة عن صفحة واحدة من البيانات، متبوعة بـ 8 صفحات من الحواشي السفلية).»
يتم حساب التكاليف المباشرة للرحلة البالغة 26 دولارًا  من خلال مراعاة نفقات صيانة المحرك واستبدال الإطارات وتلف جسم الطائرة.
تشمل التكاليف غير المباشرة للرحلة ما مجموعه 33 فئة فردية:
1. خسائر كفاءة المطارات
2. الكربون / القضايا البيئية
3. تغيير الطائرة
4. إغلاق المطار
5. إغلاق المدرج
6. القتل غير العمد للشركات / المسؤولية الجنائية
7. تكلفة الإجراءات التصحيحية
8. تكلفة التوظيف واستبدال التدريب
9. تكلفة إيجار أو استئجار المعدات البديلة
10. تكلفة استعادة النظام
11. تكلفة التحقيق
12. تأخير الطائرات في الجو
13. التأخير عند البوابة
14. الغرامات والاستشهادات
15. خسائر كفاءة الوقود
16. الفنادق
17. حلق حول في الجو.
18. زيادة أقساط التأمين
19. زيادة تكاليف التشغيل على المعدات المتبقية
20. خصومات التأمين
21. الأتعاب القانونية الناتجة
22. مطالبات المسؤولية الزائدة عن التأمين
23. خسارة الطائرات
24. خسارة العمل والإضرار بالسمعة
25. فقدان إنتاجية المصابين
26. فقدان قطع الغيار أو المعدات المتخصصة
27. الوقت الضائع والعمل الإضافي
28. اتصالات مفقودة
29. روح معنوية
30. رد فعل من قبل أطقم يؤدي إلى تعطيل الجدول الزمني
31. رحلات طيران بديلة على شركات طيران أخرى
32. الصيانة المجدولة
33. صيانة غير مجدولة

وخلصت الدراسة إلى أنه عند إضافة هذه التكاليف غير المباشرة، فإن تكلفة ضرر الأجسام الغريبة (FOD) تزداد بمضاعفات تصل إلى 10 مرات.
تدرس كل من المنظمة الأوروبية لسلامة الملاحة الجوية (يوروكونترول) وإدارة الطيران الفيدرالية ضرر الأجسام الغريبة (FOD). أصدرت يوروكونترول تقييمًا أوليًا لتقنيات اكتشاف ضرر الأجسام الغريبة (FOD) في عام 2006، بينما تجري إدارة الطيران الفيدرالية تجارب للأنظمة الأربعة الرائدة من كنيتيك (PVD،Providence TF Green Airport)، وStratech (ORD، مطار شيكاغو أوهير الدولي)، وأنظمة Xsight (BOS)، مطار بوسطن لوغان الدولي)، وتريكس لأنظمة الطيران (ORD، مطار شيكاغو أوهير) خلال عامي 2007 و2008. يجب نشر نتائج هذه الدراسة في عام 2009. [بحاجة لتحديث]